# Poromera fordii
Poromera fordii is een hagedis uit de familie echte hagedissen (Lacertidae).

## Naam en indeling
De wetenschappelijke naam van de soort werd voor het eerst voorgesteld door Edward Hallowell in 1857. Poromera fordii is de enige uit het monotypische geslacht Poromera. De soort werd vroeger tot het geslacht Tachydromus gerekend.
De oorspronkelijke wetenschappelijke naam was Tachydromus Fordii. De soortaanduiding fordii is een eerbetoon aan de arts en missionaris dr. Henry A. Ford

## Verspreiding en habitat
Poromera fordii komt voor in Afrika in de landen Centraal-Afrikaanse Republiek, Congo-Kinshasa, Gabon, Kameroen en Equatoriaal-Guinea (Bioko). Het is een boombewonende soort, in tegenstelling tot vrijwel alle andere echte hagedissen die meer op de bodem leven. De habitat bestaat uit bossen.

## Uiterlijke kenmerken
De hagedis heeft een opvallende tekening, de voorzijde van het lichaam is donker tot zwart, de achterzijde is lichter tot bruin. Over de rug lopen twee gele tot groene strepen tot aan de kop. De schubben aan de rugzijde zijn opvallend sterk gekield.